# Diego Contento
Diego Armando Valentin Contento (Monaco di Baviera, 1º maggio 1990) è un calciatore tedesco, difensore dell'Aschheim.

## Biografia
Nato in Germania da genitori italiani provenienti dall'entroterra di Napoli (suo padre da Casalnuovo e sua madre da Caivano), gli fu posto il nome in omaggio a Diego Armando Maradona, che militò nel Napoli, e di cui suo padre fu tifoso, nel periodo tra il 1984 e il 1991.
Al pari dei suoi due fratelli maggiori Vincenzo e Domenico, crebbe nelle giovanili del Bayern Monaco.

## Caratteristiche tecniche
Nel 2010 figurò nella lista di Don Balón dei migliori calciatori nati dopo il 1989.
È un terzino sinistro, il suo piede preferito è il mancino, bravo sia nella fase offensiva che in quella difensiva, la caratteristica della corsa è sicuramente una sua prerogativa. 

## Carriera

### Club
Proveniente dal settore giovanile del Bayern Monaco, Contento esordisce come professionista nella neonata 3. Liga nel 2008, scendendo in campo con la seconda squadra del club bavarese. Nella gara d'esordio, disputata il 16 dicembre 2008, e vinta con il risultato di 2-0 sul campo dei Kickers Emden, mette a segno la sua prima rete in campionato, dopo soli 16 minuti di gioco. Durante la stagione d'esordio, viene schierato altre 11 volte, mettendo a segno un'altra rete.
Anche nella stagione successiva il Bayern Monaco II lo impiega con regolarità. Il 13 gennaio 2010 firma con il club un contratto professionistico con scadenza 30 giugno 2013. Dopo aver iniziato ad allenarsi con la squadra maggiore di Louis van Gaal, nell'arco di 10 giorni, Contento fa il suo esordio nelle 3 manifestazioni principali a cui prende parte la squadra: il 10 febbraio 2010 nei quarti di finale della Coppa di Germania contro il Greuther Fürth, sostituendo al 59º minuto Christian Lell, il 17 febbraio nell'andata degli ottavi di finale della UEFA Champions League 2009-2010, vinta per 2-1 contro la Fiorentina, sostituendo Daniel Van Buyten nel secondo tempo; infine il 20 febbraio esordisce in Bundesliga da titolare sul campo del Norimberga, nella gara valida per la ventitreesima giornata e conclusa 1-1.
Gioca da titolare la semifinale di ritorno di Champions League contro il Lione il 27 aprile 2010, inoltre parte dall'inizio nella finale persa di Champions League 2012 all'Allianz Arena contro il Chelsea.
Il 6 aprile 2013 vince la sua seconda Bundesliga (il ventitreesimo titolo dei bavaresi) con sei giornate di anticipo rispetto alla fine del campionato. Il 25 maggio 2013 vince per la prima volta la Champions League, grazie alla vittoria per 2-1 nella finale contro il Borussia Dortmund. Il 1º giugno 2013 vince anche la sua seconda Coppa di Germania, ottenendo il treble con la compagine bavarese.
La stagione 2013-2014 si apre con la vittoria il 30 agosto 2013 della Supercoppa UEFA, ottenuta sconfiggendo ai rigori in finale la compagine londinese del Chelsea, dopo che i tempi supplementari si erano conclusi sul 2-2. Nel corso dell'annata la squadra bavarese conquista altri tre titoli, la Coppa del mondo per club, la Bundesliga e la Coppa di Germania.
Il 9 agosto 2014 viene ceduto al Bordeaux per 2 milioni di euro. Nel mercato estivo della stagione 2018-19, dopo quattro stagioni con la maglia della compagine francese, passa a titolo gratuito al Fortuna Düsseldorf.

### Nazionale
Contento debutta in Nazionale il 9 ottobre 2009, con la selezione Under-20, in una gara disputata in trasferta a Soletta contro la Svizzera e vinta dagli elvetici per 3-2. In seguito Contento dichiara però che il suo sogno è quello di giocare nella nazionale italiana.

## Statistiche

### Presenze e reti nei club
Statistiche aggiornate al 13 aprile 2021.
| Stagione                | Squadra                 | Campionato              | Campionato | Campionato | Coppe nazionali | Coppe nazionali | Coppe nazionali | Coppe continentali | Coppe continentali | Coppe continentali | Altre coppe | Altre coppe | Altre coppe | Totale | Totale |
| Stagione                | Squadra                 | Comp                    | Pres       | Reti       | Comp            | Pres            | Reti            | Comp               | Pres               | Reti               | Comp        | Pres        | Reti        | Pres   | Reti   |
| ----------------------- | ----------------------- | ----------------------- | ---------- | ---------- | --------------- | --------------- | --------------- | ------------------ | ------------------ | ------------------ | ----------- | ----------- | ----------- | ------ | ------ |
| 2008-2009               | Bayern Monaco II        | 3L                      | 11         | 2          | -               | -               | -               | -                  | -                  | -                  | -           | -           | -           | 11     | 2      |
| 2009-2010               | Bayern Monaco II        | 3L                      | 16         | 0          | -               | -               | -               | -                  | -                  | -                  | -           | -           | -           | 16     | 0      |
| 2010-2011               | Bayern Monaco II        | 3L                      | 8          | 0          | -               | -               | -               | -                  | -                  | -                  | -           | -           | -           | 8      | 0      |
| Totale Bayern Monaco II | Totale Bayern Monaco II | Totale Bayern Monaco II | 35         | 2          |                 |                 |                 |                    |                    |                    |             |             |             | 35     | 2      |
| 2009-2010               | Bayern Monaco           | BL                      | 9          | 0          | CG              | 2               | 0               | UCL                | 3                  | 0                  | -           | -           | -           | 14     | 0      |
| 2010-2011               | Bayern Monaco           | BL                      | 14         | 0          | CG              | 1               | 0               | UCL                | 3                  | 0                  | SG          | 1           | 0           | 19     | 0      |
| 2011-2012               | Bayern Monaco           | BL                      | 11         | 0          | CG              | 2               | 0               | UCL                | 2                  | 0                  | -           | -           | -           | 15     | 0      |
| 2012-2013               | Bayern Monaco           | BL                      | 5          | 0          | CG              | 2               | 0               | UCL                | 1                  | 0                  | SG          | -           | -           | 8      | 0      |
| 2013-2014               | Bayern Monaco           | BL                      | 10         | 0          | CG              | 1               | 0               | UCL                | 2                  | 0                  | SG+SU+Cmc   | 0           | 0           | 13     | 0      |
| Totale Bayern Monaco    | Totale Bayern Monaco    | Totale Bayern Monaco    | 49         | 0          |                 | 8               | 0               |                    | 11                 | 0                  |             | 1           | 0           | 69     | 0      |
| 2014-2015               | Bordeaux                | L1                      | 25         | 0          | CF+CdL          | 2+1             | 0+1             | -                  | -                  | -                  | -           | -           | -           | 28     | 1      |
| 2015-2016               | Bordeaux                | L1                      | 25         | 2          | CF+CdL          | 1+3             | 0               | UEL                | 5                  | 0                  | -           | -           | -           | 34     | 2      |
| 2016-2017               | Bordeaux                | L1                      | 25         | 0          | CF+CdL          | 1+1             | 0               | -                  | -                  | -                  | -           | -           | -           | 27     | 0      |
| 2017-2018               | Bordeaux                | L1                      | 3          | 0          | CF+CdL          | 0+0             | 0               | UEL                | 2                  | 0                  | -           | -           | -           | 5      | 0      |
| Totale Bordeaux         | Totale Bordeaux         | Totale Bordeaux         | 78         | 2          |                 | 9               | 1               |                    | 7                  | 0                  |             | -           | -           | 94     | 3      |
| 2018-2019               | Fortuna Düsseldorf      | BL                      | 0          | 0          | CG              | 1               | 0               | -                  | -                  | -                  | -           | -           | -           | 1      | 0      |
| 2019-2020               | Fortuna Düsseldorf      | BL                      | 0          | 0          | CG              | 0               | 0               | -                  | -                  | -                  | -           | -           | -           | 0      | 0      |
| 2020-2021               | Sandhausen              | 2L                      | 22         | 0          | CG              | 2               | 0               | -                  | -                  | -                  | -           | -           | -           | 24     | 0      |
| Totale carriera         | Totale carriera         | Totale carriera         | 184        | 4          |                 | 20              | 1               |                    | 18                 | 0                  |             | 1           | 0           | 222    | 5      |

## Palmarès

### Competizioni nazionali
- Campionato tedesco: 3

Bayern Monaco: 2009-2010, 2012-2013, 2013-2014
- Coppa di Germania: 3

Bayern Monaco: 2009-2010, 2012-2013, 2013-2014
- Supercoppa di Germania: 2

Bayern Monaco: 2010, 2012

### Competizioni internazionali
- UEFA Champions League: 1

Bayern Monaco: 2012-2013
- Supercoppa UEFA: 1

Bayern Monaco: 2013
- Coppa del mondo per club: 1

Bayern Monaco: 2013